# Liste der Europakonzerte der Berliner Philharmoniker
Die Europakonzerte der Berliner Philharmoniker sind eine Konzertreihe, deren Aufführungen jährlich am 1. Mai veranstaltet werden. Die Berliner Philharmoniker gastierten hierzu seit 1991 an wechselnden Orten, die eine besondere kulturgeschichtliche Bedeutung besitzen. Die Konzerte werden in verschiedenen Ländern von Rundfunk- und Fernsehanstalten übertragen.

## Geschichte
Die Idee zu den Europakonzerten entstand bereits vor den Revolutionen im Jahr 1989, konnte jedoch erst nach der Deutschen Wiedervereinigung umgesetzt werden. Das erste Europakonzert fand am 1. Mai 1991 in Prag statt – ein Ort, der symbolträchtig mit der Samtenen Revolution verbunden ist. Der Termin erinnert dabei an den Gründungstag des Berliner Philharmonischen Orchesters am 1. Mai 1882; zugleich ist der Tag in zeitlicher Nähe zum Europatag des Europarats. Zielsetzung dieser Konzertreihe war es, „einen kulturellen Akzent im sich neu ordnenden Europa“ zu setzen. In den Folgejahren fanden die Konzerte in verschiedenen Ländern statt, wobei neben Konzerthallen und Theatern auch Kirchen, Museen, eine Fabrikhalle oder Freilichtbühnen als Aufführungsort dienten. Neben Gastspielen im Ausland gaben die Philharmoniker einige Europakonzerte auch in Deutschland, darunter in ihrer Heimspielstätte, der Berliner Philharmonie.

## Liste der Europakonzerte
| Jahr | Ort                                     | Dirigent         | Repertoire | Solisten                                           |
| ---- | --------------------------------------- | ---------------- | --- | -------------------------------------------------- |
| 1991 | Smetana-Saal, Prag                      | Claudio Abbado   | Wolfgang Amadeus Mozart                                                                                              | Cheryl Studer, Sopran, Bruno Canino, Klavier       |
| 1992 | Real Sitio de San Lorenzo, El Escorial  | Daniel Barenboim | Giuseppe Verdi, Hector Berlioz, Franz Schubert, Richard Wagner                                                       | Plácido Domingo, Tenor                             |
| 1993 | Royal Albert Hall, London               | Bernard Haitink  | Pjotr Iljitsch Tschaikowski, Wolfgang Amadeus Mozart, Igor Strawinsky                                                | Frank Peter Zimmermann, Violine                    |
| 1994 | Meininger Staatstheater, Meiningen      | Claudio Abbado   | Ludwig van Beethoven, Johannes Brahms                                                                                | Daniel Barenboim, Klavier                          |
| 1995 | Palazzo Vecchio, Florenz                | Zubin Mehta      | Ludwig van Beethoven, Boris Blacher, Niccolò Paganini, Igor Strawinsky, Antonín Dvořák                               | Sarah Chang, Violine                               |
| 1996 | Mariinski-Theater, Sankt Petersburg     | Claudio Abbado   | Sergei Sergejewitsch Prokofjew, Sergei Wassiljewitsch Rachmaninow, Ludwig van Beethoven, Pjotr Iljitsch Tschaikowski | Anatoli Kotscherga, Bass, Kolja Blacher, Violine   |
| 1997 | Königliche Oper, Versailles             | Daniel Barenboim | Maurice Ravel, Wolfgang Amadeus Mozart, Ludwig van Beethoven                                                         | Daniel Barenboim, Klavier                          |
| 1998 | Vasa-Museum, Stockholm                  | Claudio Abbado   | Richard Wagner, Pjotr Iljitsch Tschaikowski, Claude Debussy, Giuseppe Verdi                                          | -                                                  |
| 1999 | Marienkirche, Krakau                    | Bernard Haitink  | Wolfgang Amadeus Mozart, Frédéric Chopin, Robert Schumann                                                            | Christine Schäfer, Sopran                          |
| 2000 | Philharmonie, Berlin                    | Claudio Abbado   | Ludwig van Beethoven                                                                                                 | Mikhail Pletnev, Klavier                           |
| 2001 | Hagia Irene, Istanbul                   | Mariss Jansons   | Joseph Haydn, Wolfgang Amadeus Mozart, Hector Berlioz                                                                | Emmanuel Pahud, Flöte                              |
| 2002 | Teatro Massimo, Palermo                 | Claudio Abbado   | Ludwig van Beethoven, Johannes Brahms, Antonín Dvořák, Giuseppe Verdi                                                | Gil Shaham, Violine                                |
| 2003 | Mosteiro dos Jerónimos, Lissabon        | Pierre Boulez    | Maurice Ravel, Wolfgang Amadeus Mozart, Béla Bartók, Claude Debussy                                                  | Maria João Pires, Klavier                          |
| 2004 | Odeon des Herodes Atticus, Athen        | Simon Rattle     | Johannes Brahms | Daniel Barenboim, Klavier                          |
| 2005 | Ungarische Staatsoper, Budapest         | Simon Rattle     | Hector Berlioz, Béla Bartók, Igor Strawinsky                                                                         | Leonidas Kavakos, Violine                          |
| 2006 | Ständetheater, Prag                     | Daniel Barenboim | Wolfgang Amadeus Mozart                                                                                              | Radek Baborák, Horn                                |
| 2007 | Kabelwerk Oberspree, Berlin             | Simon Rattle     | Richard Wagner, Johannes Brahms                                                                                      | Lisa Batiashvili, Violine, Truls Mørk, Violoncello |
| 2008 | Tschaikowski-Konservatorium, Moskau     | Simon Rattle     | Igor Strawinsky, Max Bruch, Ludwig van Beethoven                                                                     | Vadim Repin, Violine                               |
| 2009 | Teatro San Carlo, Neapel                | Riccardo Muti    | Giuseppe Verdi, Giuseppe Martucci, Franz Schubert                                                                    | Violeta Urmana, Alt                                |
| 2010 | Sheldonian Theatre, Oxford              | Daniel Barenboim | Richard Wagner, Edward Elgar, Johannes Brahms                                                                        | Alisa Weilerstein, Violoncello                     |
| 2011 | Teatro Real, Madrid                     | Simon Rattle     | Emmanuel Chabrier, Joaquín Rodrigo, Sergei Wassiljewitsch Rachmaninow                                                | Juan Manuel Cañizares, Gitarre                     |
| 2012 | Spanische Hofreitschule, Wien           | Gustavo Dudamel  | Johannes Brahms, Joseph Haydn, Ludwig van Beethoven                                                                  | Gautier Capuçon, Violoncello                       |
| 2013 | Prager Burg, Prag                       | Simon Rattle     | Ralph Vaughan Williams, Antonín Dvořák, Ludwig van Beethoven                                                         | Magdalena Kožená, Mezzosopran                      |
| 2014 | Philharmonie, Berlin                    | Daniel Barenboim | Otto Nicolai, Edward Elgar, Pjotr Iljitsch Tschaikowski                                                              | -                                                  |
| 2015 | Megaro Mousikis, Athen                  | Simon Rattle     | Gioacchino Rossini, Jean Sibelius, Johann Sebastian Bach, Robert Schumann                                            | Leonidas Kavakos, Violine                          |
| 2016 | Røros Kirke, Røros                      | Simon Rattle     | Edvard Grieg, Felix Mendelssohn Bartholdy, Ludwig van Beethoven                                                      | Vilde Frang, Violine                               |
| 2017 | Kastell (Vorplatz), Paphos              | Mariss Jansons   | Carl Maria von Weber, Stephan Koncz, Antonín Dvořák                                                                  | Andreas Ottensamer, Klarinette                     |
| 2018 | Markgräfliches Opernhaus, Bayreuth      | Paavo Järvi      | Ludwig van Beethoven, Richard Wagner                                                                                 | Eva-Maria Westbroek, Sopran                        |
| 2019 | Musée d’Orsay, Paris                    | Daniel Harding   | Richard Wagner, Hector Berlioz, Claude Debussy                                                                       | Bryn Terfel, Bass                                  |
| 2020 | Philharmonie, Berlin                    | Kirill Petrenko  | Arvo Pärt, György Ligeti, Samuel Barber, Gustav Mahler                                                               | -                                                  |
| 2021 | Philharmonie (Foyer), Berlin            | Kirill Petrenko  | Boris Blacher, Charles Ives, Wolfgang Amadeus Mozart, Krzysztof Penderecki, Peter Tschaikowsky, John Adams           | -                                                  |
| 2022 | Great Amber (Lielais dzintars), Liepāja | Kirill Petrenko  | Pēteris Vasks, Luciano Berio, Valentin Silvestrov, Leoš Janáček, Jean Sibelius                                       | Elīna Garanča, Mezzosopran                         |
| 2023 | Sagrada Família, Barcelona              | Kirill Petrenko  | Wolfgang Amadeus Mozart, Valentin Silvestrov, Tōru Takemitsu                                                         | -                                                  |
| 2024 | Zinandali, Georgien                     | Daniel Harding   | Franz Schubert, Sulchan Zinzadse, Johannes Brahms, Ludwig van Beethoven                                              | Lisa Batiashvili, Violine                          |
| 2025 | Teatro Petruzzelli, Bari                | Riccardo Muti    | Gioachino Rossini, Giuseppe Verdi, Johannes Brahms                                                                   | -                                                  |